# Східна Агура

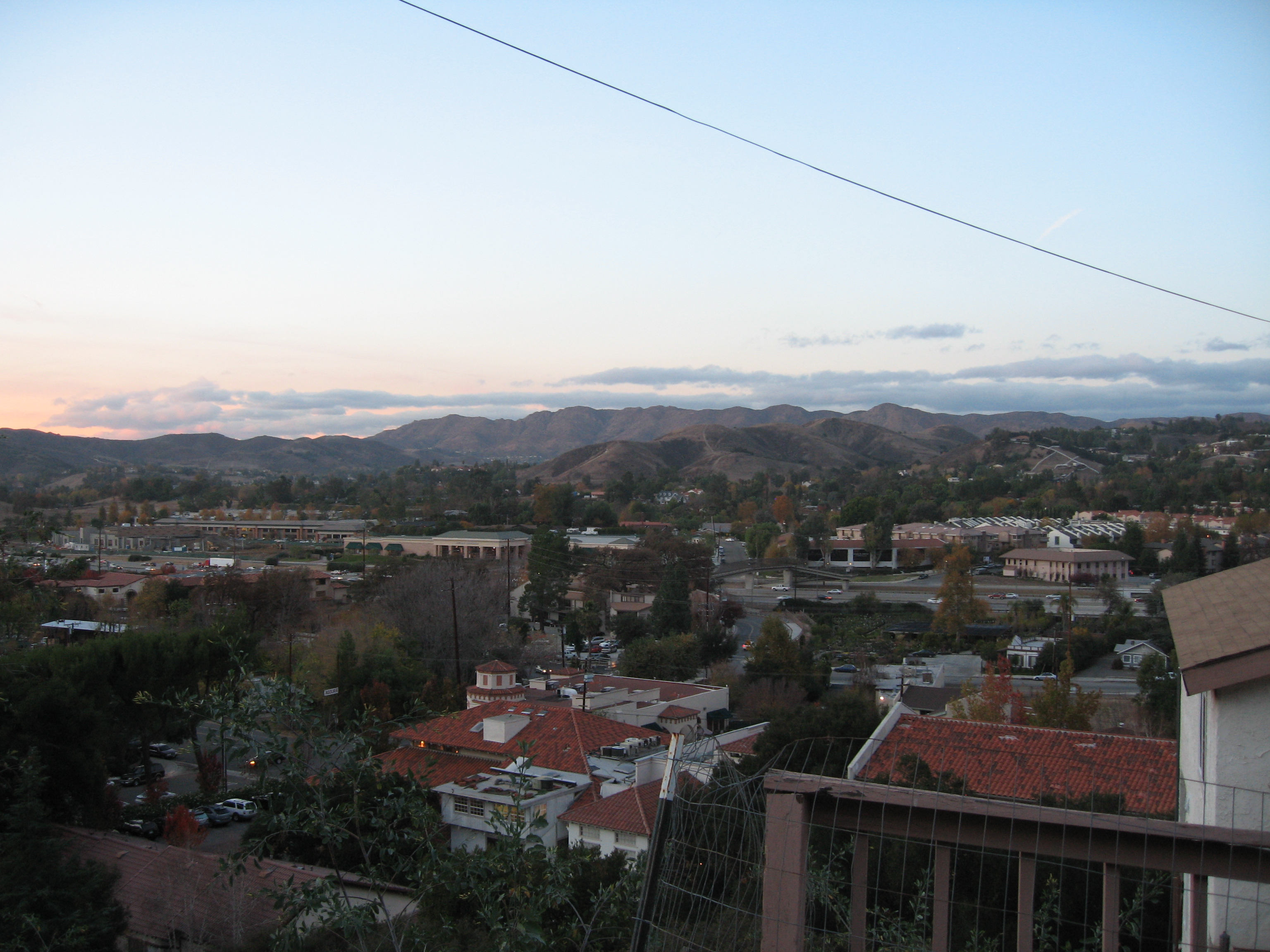
Вид на Агура-Гіллз, зі Східною Агурою праворуч.

Східна Агура — район в східній стороні міста Агура-Гіллз, західної частини округу Лос-Анджелес, Каліфорнія.
Східна Агура є найбільш густонаселеним серед інших приміських районів міста, оскільки він містить багатоквартирні будинки та великі офіси в результаті будівництва в 1990-х роках.
Район розташований безпосередньо на південь від житлового та більш сільського району Олд-Агура, через що його іноді називають частиною Олд-Агури, оскільки обидва розташовані на північ від автостради 101−Ventura у східній частині Агура-Гіллз. Менш населена територія району розташована біля середньої школи Агура та навколо парку Чумаш, великого тихого приміського парку в декількох хвилинах ходьби від центру міста.

## External links
- Chumash Park